# Liste der Kulturdenkmale in Flechtingen

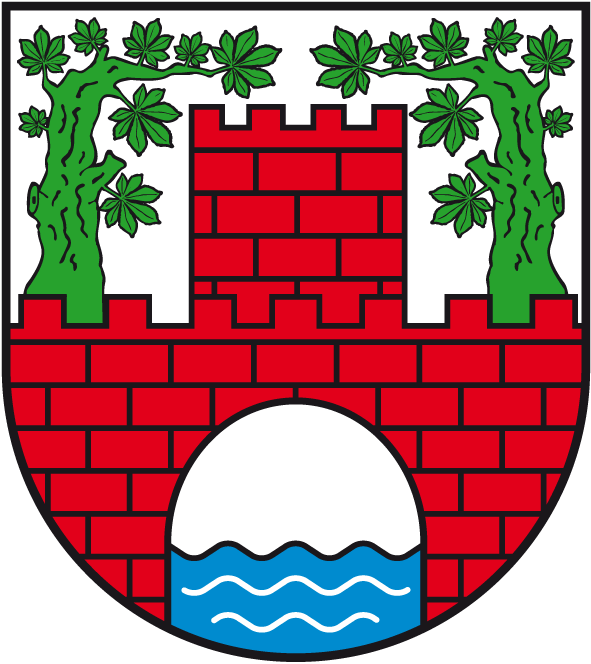
Wappen von Flechtingen

In der Liste der Kulturdenkmale in Flechtingen sind alle Kulturdenkmale der Gemeinde Flechtingen (Landkreis Börde) und ihrer Ortsteile aufgelistet. Grundlage ist das Denkmalverzeichnis des Landes Sachsen-Anhalt, das auf Basis des Denkmalschutzgesetzes vom 21. Oktober 1991 erstellt und seither laufend ergänzt wurde (Stand: 31. Dezember 2022).

## Kulturdenkmale nach Ortsteilen

### Flechtingen
| Lage | Bezeichnung  | Beschreibung | Erfassungs- nummer | Ausweisungsart | Bild           |
| --- | ------------ | --- | ------------------ | -------------- | -------------- |
| südlich des Ortes an der Straße nach Altenhausen auf der östlichen Seite (Karte)                         | Distanzstein | Der Distanzstein wurde im ersten Drittel des 19. Jahrhunderts aufgestellt. Der untere Teil des Steines ist rund, der obere Teil ist dreieckig mit runden Ecken. Auf der nördlichen Seite des Steines steht Bodendorf, auf der westlichen Seite Altenhausen, darüber befinden sich Pfeile für die Richtung. | 094 30506          | Kleindenkmal   | Distanzstein   |
| südlich des Ortes in der Nähe des „Buchberges“ im LSG Flechtlinger Höhenzug                              | Distanzstein | | 107 05012          | Kleindenkmal   |                |
| südlich des Ortes in der Nähe des „Teufelsküchenberges“ im LSG Flechtlinger Höhenzug                     | Distanzstein | | 107 05013          | Kleindenkmal   |                |
| südlich des Ortes in der Nähe des „Teufelsküchenberges“ im LSG Flechtlinger Höhenzug                     | Distanzstein | | 107 05014          | Kleindenkmal   |                |
| südlich des Ortes östlich von Hilgesdorf in der Nähe des „Sägemühlenbaches“ im LSG Flechtlinger Höhenzug | Distanzstein | | 107 05015          | Kleindenkmal   |                |
| Im Grund 4 (Karte)                                                                                       | Mühle        | von 1695 | 094 30579          | Baudenkmal     | Mühle          |
| Im Grund 4, 6, 8, 10, 14 (Karte)                                                                         | Häusergruppe | ab 1695 | 094 97996          | Denkmalbereich | Häusergruppe   |
| Lindenplatz (Karte)                                                                                      | Kirche       | | 094 97997          | Baudenkmal     | Weitere Bilder |
| Lindenplatz 7 (Karte)                                                                                    | Schloss      | | 094 97999          | Baudenkmal     | Weitere Bilder |
| Lindenplatz 1, 3, 5, 6, 7, 8, 9, 10, 11, 12, 13, 14, 15, 16, 18 (Karte)                                  | Platz        | Platzbebauung, 18. bis frühes 20. Jahrhundert | 094 97998          | Denkmalbereich | Platz          |
| Lindenplatz 11 (Karte)                                                                                   | Amtshaus     | zweite Hälfte des 18. Jahrhunderts | 094 98000          | Baudenkmal     | Amtshaus       |

### Behnsdorf
| Lage                                                                                           | Bezeichnung               | Beschreibung                                                          | Erfassungs- nummer | Ausweisungsart | Bild                      |
| ---------------------------------------------------------------------------------------------- | ------------------------- | --------------------------------------------------------------------- | ------------------ | -------------- | ------------------------- |
| an der Straße nach Hörsingen                                                                   | Distanzstein              |                                                                       | 094 84194          | Baudenkmal     |                           |
| an der Straße nach Hödingen, 300 m südlich des Bahnübergangs am westlichen Straßenrand (Karte) | Distanzstein              |                                                                       | 094 30495          | Kleindenkmal   | Distanzstein              |
| An der Kirche (Karte)                                                                          | Sankt-Martini-Kirche      | evangelische Sankt-Martini-Kirche von 1743/44                         | 094 84179          | Baudenkmal     | Sankt-Martini-Kirche      |
| Bauernstraße (Karte)                                                                           | Bauernstein Behnsdorf     | historischer Bauernstein                                              | 094 84181          | Kleindenkmal   | Bauernstein Behnsdorf     |
| Bauernstraße 1 (Karte)                                                                         | Wohnhaus Bauernstraße 1   | zweigeschossiges Wohnhaus aus der zweiten Hälfte des 19. Jahrhunderts | 094 84182          | Baudenkmal     | Wohnhaus Bauernstraße 1   |
| Bauernstraße 8 (Karte)                                                                         | Bauernhof                 | drei Gebäude                                                          | 094 84185          | Baudenkmal     | BW                        |
| Bauernstraße 10 (Karte)                                                                        | Bauernhof                 | 4-5 Gebäude                                                           | 094 84186          | Baudenkmal     | BW                        |
| Bauernstraße 21 (Karte)                                                                        | Bauernhof Bauernstraße 21 | Vierseitenhof aus dem späten 18. Jahrhundert                          | 094 84187          | Baudenkmal     | Bauernhof Bauernstraße 21 |
| Flechtinger Straße (Karte)                                                                     | Kriegerdenkmal Behnsdorf  | Kriegerdenkmal, Flechtiger Straße-Ecke Hörsinger Straße               | 094 84190          | Baudenkmal     | BW                        |
| Flechtinger Straße                                                                             | Wegweiser                 |                                                                       | 094 84189          | Baudenkmal     |                           |
| Flechtinger Straße 14 (Karte)                                                                  | Wohnhaus                  |                                                                       | 094 84191          | Baudenkmal     | BW                        |
| Hörsinger Straße (Karte)                                                                       | Grenzstein                |                                                                       |                    | Kleindenkmal   | BW                        |
| Hörsinger Straße (Karte)                                                                       | Meilenstein               |                                                                       |                    | Kleindenkmal   | BW                        |
| Weferlinger Straße 2 (Karte)                                                                   | Bauernhof                 |                                                                       | 094 84193          | Baudenkmal     | BW                        |

### Belsdorf
| Lage                       | Bezeichnung | Beschreibung | Erfassungs- nummer | Ausweisungsart | Bild |
| -------------------------- | ----------- | ------------ | ------------------ | -------------- | ---- |
| Dorfstraße 9a / 9b (Karte) | Bauernhaus  |              | 094 84782          | Baudenkmal     | BW   |

### Böddensell
| Lage                                                                  | Bezeichnung               | Beschreibung                            | Erfassungs- nummer | Ausweisungsart | Bild |
| --------------------------------------------------------------------- | ------------------------- | --------------------------------------- | ------------------ | -------------- | ---- |
| Bahnhofstraße, am nordwestlichen Ortsausgang vor dem Friedhof (Karte) | Kriegerdenkmal Böddensell | Denkmal für die Toten des I. Weltkriegs | 107 55030          | Baudenkmal     | BW   |
| Zum Schloß 2 (Karte)                                                  | Wohnhaus                  |                                         | 094 84783          | Baudenkmal     | BW   |
| Zum Schloß 21, 23 (Karte)                                             | Schloss                   |                                         | 094 84784          | Baudenkmal     | BW   |

## Ehemalige Kulturdenkmale nach Ortsteilen
Die nachfolgenden Objekte waren ursprünglich ebenfalls denkmalgeschützt oder wurden in der Literatur als Kulturdenkmale geführt. Die Denkmale bestehen heute jedoch nicht mehr, ihre Unterschutzstellung wurde aufgehoben oder sie werden nicht mehr als Denkmale betrachtet. Mitunter sind Einzelobjekte aber noch immer Bestandteil eines geschützten Denkmalbereichs.

### Behnsdorf
| Lage                    | Bezeichnung              | Beschreibung | Erfassungs- nummer | Ausweisungsart | Bild                     |
| ----------------------- | ------------------------ | --- | ------------------ | -------------- | ------------------------ |
| Bauernstraße 3 (Karte)  | Bauernhof Bauernstraße 3 | Bauernhof Kleinbauernhof aus dem 18. Jahrhundert mit Wohngebäude in Fachwerkbauweise, im Jahr 2021 unter Angabe der Kategorie Verfall, Abbruch aus bauordnungsrechtlichen Gründen, ungenehmigte Veränderungen aus dem Denkmalverzeichnis gestrichen. | 094 84183          | Baudenkmal     | Bauernhof Bauernstraße 3 |
| Bauernstraße 6 (Karte)  | Bauernhof                | | 094 84184          | Baudenkmal     | BW                       |
| Sportplatzweg 2 (Karte) | Wohnhaus                 | Wohnhaus 2022 nach Verlust der Denkmaleigenschaft durch Baumaßnahmen aus dem Denkmalverzeichnis gestrichen. | 094 84192          | Baudenkmal     | BW                       |

### Belsdorf
| Lage                 | Bezeichnung | Beschreibung | Erfassungs- nummer | Ausweisungsart | Bild |
| -------------------- | ----------- | ------------ | ------------------ | -------------- | ---- |
| Zur Mühle 13 (Karte) | Bauernhof   | zwei Gebäude | 094 84781          | Baudenkmal     | BW   |

## Legende
In den Spalten befinden sich folgende Informationen:
- Lage: Nennt den Straßennamen und wenn vorhanden die Hausnummer des Kulturdenkmals. Die Grundsortierung der Liste erfolgt nach dieser Adresse. Der Link „Karte“ führt zu verschiedenen Kartendarstellungen und nennt die geographischen Koordinaten.
Link zu einem Kartenansichtstool, um Koordinaten zu setzen. In der Kartenansicht sind Baudenkmale ohne Koordinaten mit einem roten bzw. orangen Marker dargestellt und können in der Karte gesetzt werden. Baudenkmale ohne Bild sind mit einem blauen bzw. roten Marker gekennzeichnet, Baudenkmale mit Bild mit einem grünen bzw. orangen Marker.
- Offizielle Bezeichnung: Nennt den Namen, die Bezeichnung oder zumindest die Art des Kulturdenkmals und verlinkt, soweit vorhanden, auf den Artikel zum Objekt.
- Beschreibung: Nennt bauliche und geschichtliche Einzelheiten des Kulturdenkmals, vorzugsweise die Denkmaleigenschaften.
- Erfassungsnummer: Für jedes Kulturdenkmal wird in Sachsen-Anhalt eine 20stellige Erfassungsnummer vergeben. Die letzten zwölf Ziffern werden für die Untergliederung nach Teilobjekten genutzt und werden nur angegeben, soweit vergeben. In dieser Spalte kann sich folgendes Icon  befinden, dies führt zu Angaben zu diesem Baudenkmal bei Wikidata.
- Ausweisungsart: Die Einordnung des Denkmales nach § 2 Abs. 2 DenkmSchG LSA
- Bild: Ein Bild des Denkmales, und gegebenenfalls einen Link zu weiteren Fotos des Kulturdenkmals im Medienarchiv Wikimedia Commons. Wenn man auf das Kamerasymbol klickt, können Fotos zu Kulturdenkmalen aus dieser Liste hochgeladen werden: